# 탄현초등학교
탄현초등학교는 대한민국 경기도 파주시 탄현면 축현리에 있는 공립 초등학교이다.

## 학교 연혁
- 1933년 9월 29일 설립인가
- 1934년 5월 1일 탄현공립보통학교(4년제 2학급) 개교
- 1938년 4월 1일 탄현공립심상소학교로 개칭[1]
- 1941년 4월 1일 탄현공립국민학교(6년제)로 개칭[2]
- 1954년 12월 6일 5개 교실 신축
- 1967년 5월 31일 2개 교실 신축
- 1968년 12월 10일 2개 교실 신축
- 1971년 8월 23일 본관 2층 8교실 준공
- 1981년 3월 10일 병설유치원 설립
- 1996년 3월 1일 탄현초등학교로 개칭[3]
- 2009년 7월 6일 4개교실 증축 및 화장실 리모델링
- 2010년 12월 27일 다목적 강당(체육관) 신축
- 2016년 10월 20일 교실 출입문, 창문, 복도 현대화 및 도색
- 2018년 1월 30일 본관 외벽, 교실 석면천장텍스 교체 공사
- 2018년 3월 1일 제26대 서몽룡 교장 취임
- 2018년 5월 8일 급식(세척)실 개선 사업
- 2018년 8월 1일 교실바닥(5실) 개선 공사
- 2019년 2월 10일 급식실(식당) 바닥 교체 공사, 공기순환기 설치
- 2019년 6월 10일 후문, 옥상방수, 운동장 진입로 보도블럭 공사
- 2019년 10월 7일 다함께 꿈터 공사(도서관 리모델링)
- 2019년 12월 31일 제84회 졸업식(누계 4,480명)
- 2020년 3월 1일 6학급 편성(50명), 1학년 입학(6명), 유치원 입학(12명)
- 2020년 3월 1일 특수학급 1학급 신설

## 참고 자료
- 탄현초등학교 - 한국교육학술정보원 학교알리미